# Немирівський район
Неми́рівський райо́н — колишній район у Вінницькій області України. Адміністративний центр — місто Немирів. Площа району — 1293 км². Населення становить 48 347 жителів (01.01.2018). На території району розташовано 94 населених пункти.

## Географія
Немирівський район розташований у центральній частині Вінницької області, яка належить до лісостепової фізично — географічної зони.
З півночі район межує з Вінницьким і Липовецьким районами, зі сходу — Іллінецьким і Гайсинським, з півдня — Тульчинським районом, з заходу — Тиврівським.
Адміністративний центр знаходиться в м. Немирові, який віддалений від обласного центру м. Вінниця на 46 км.
Рельєф території району пересічений балками і долинами. Клімат помірно — континентальний. Абсолютний максимум температур в районі становить +38 0, абсолютний мінімум — −32°С- 34 °C. За рік в районі випадає в середньому 534 — 540 мм опадів.
Територією району протікає річка Південний Буг. Площа району — 1293 квадратних кілометри.
Ґрунтовий покрив представлений в основному такими типами ґрунтів: ясно-сірі, сірі лісові, темно-сірі опідзолені. Район багатий на природні, мінеральні та будівельні матеріали: поклади гранітів (Самчинецький та Грабовецький кар'єр), глини, піску; виявлено радонові родовища.
Загальна площа лісонасаджень району становить 11 885 га. Основними породами дерев є граб, дуб, ясен, клен, береза, липа. Ліси багаті ягодами, грибами та лікарськими рослинами. Не менш різноманітна і фауна лісів: зайці, лисиці, бобри, сарни, дикі кабани, лосі, олені.
У районі, крім Немирівського парку державного значення, є також заказники: «Брацлавська Дубина» та «Самчинецьке Урочище». Крім того, є ще 3 заказники, 7 пам'яток природи, Сокілецький парк — пам'ятка садово-паркового мистецтва, 2 заповідні урочища місцевого значення.

## Історія
Місцевість, де розташований райцентр Немирів, заселена здавна.
В урочищі Городище, яке розташоване неподалік Немирова, виявлено залишки поселення трипільської культури. В цьому ж урочищі знаходиться одне з найбільших (150 га) скіфських городищ VII — VI ст. до н. е. Воно оточене могутніми валами — 32 метри завширшки, 9 метрів заввишки та 5,5 км завдовжки. У Х — ХІ ст. на цьому місці існувало древньо-руське поселення. За переказами, на місці цього поселення виникло місто Мирів, яке під час монголо—татарської навали було вщент зруйноване. Наприкінці XIV ст. виникло нове місто Немирів.
Немирів був одним із центрів боротьби українського народу проти шляхетського гніту і насильницького ополячення. У роки селянсько—козацького повстання, яке очолював С. Наливайко, населення Немирова та навколишніх сіл діяло в його загонах. Воно брало участь в антишляхетських повстаннях і заворушеннях 1607, 1612, 1614 та наступних років, а також у війні проти соціального і національного поневолення у 1648–1654 роках.
У місті Немирові народився російський поет М. О. Некрасов, тут жила російська і українська письменниця Марко Вовчок (М. О. Вілінська), у Немирівській гімназії викладав малювання друг Т. Г. Шевченка — І. М. Сошенко, який брав участь у викупі поета із кріпацької неволі, а також друг великого Кобзаря — М. К. Чалий, один із перших його біографів. У Немирівській гімназії навчались російський письменник А. О. Новодворський (А.Осипович), польські письменники Т.Єж, І.Антоні (Ролле), письменник М. А. Трублаїні.
У гімназію часто приїздив великий хірург і педагог М. І. Пирогов, який тривалий час був її попечителем. З Немирівщиною пов'язане ім'я відомого українського композитора М. Д. Леонтовича, який народився в селі Монастирок у 1877 році.
У роки Радянсько-німецької війни район був окупований гітлерівцями до березня 1944 року. Населення активно брало участь у визвольній боротьбі.

### Становлення району
Згідно з постановою Раднаркому УРСР від 7 березня 1923 року «Про адміністративно-територіальний поділ Подільської губернії» ліквідовано існуючі повіти і створено 6 округів. Вінницький округ було поділено на 18 районів, одним з яких був Немирівський.
У 1964 році район територіально розширився. До його складу увійшов колишній Брацлавський район.

## Адміністративний устрій
Район адміністративно-територіально поділений
на 1 міську раду, 2 селищні ради та 40 сільських рад, які об'єднують 95 населених пунктів та підпорядковані Немирівській районній раді. Адміністративний центр — місто Немирів.
Районні голови:
- Гнатенко Олександр Юрійович (06.1998 — 05.2006)
- Каричинський Валерій Петрович (06.2006 — 12.2008)
- Укринський Сергій Віталійович (12.2008 — 11.2010)
- Дзевелюк Володимир Дмитрович (11.2010 —)

Голови РДА:
- Матієнко Михайло Савович
- Долованюк Анатолій Іванович
- Каричинський Валерій Петрович
- Томашевський Володимир Миколайович
- Михайленко Петро Миколайович
- в.о. Долованюк Анатолій Іванович
- Погорелюк Юрій Миколайович
- Урбанський Богдан Петрович

## Населення
Розподіл населення за віком та статтю (2001)
| Стать | Всього | До 15 років | 15-24 | 25-44 | 45-64 | 65-85 | Понад 85 |
| --- | ------ | ----------- | ----- | ----- | ----- | ----- | -------- |
| Чоловіки | 26 603 | 5126        | 3982  | 7390  | 6345  | 3602  | 158      |
| Жінки | 32 269 | 4851        | 3592  | 7287  | 8092  | 7682  | 765      |
| \| Статево-вікова піраміда \| Статево-вікова піраміда \| Статево-вікова піраміда \| \| ----------------------- \| ----------------------- \| ----------------------- \| \| Чоловіки \| Вік \| Жінки \| \| 158 \| 85 + \| 765 \| \| 283 \| 80-84 \| 989 \| \| 756 \| 75-79 \| 2273 \| \| 1283 \| 70-74 \| 2529 \| \| 1280 \| 65-69 \| 1891 \| \| 2023 \| 60-64 \| 2981 \| \| 1177 \| 55-59 \| 1628 \| \| 1507 \| 50-54 \| 1764 \| \| 1638 \| 45-49 \| 1719 \| \| 1909 \| 40-44 \| 1879 \| \| 1886 \| 35-39 \| 1851 \| \| 1900 \| 30-34 \| 1794 \| \| 1695 \| 25-29 \| 1763 \| \| 1526 \| 20-24 \| 1514 \| \| 2456 \| 15-20 \| 2078 \| \| 2090 \| 10-14 \| 1973 \| \| 1752 \| 5-9 \| 1643 \| \| 1284 \| 0-4 \| 1235 \| |        |             |       |       |       |       |          |
| Статево-вікова піраміда |        |             |       |       |       |       |          |
| Чоловіки | Вік    | Жінки       |       |       |       |       |          |
| 158 | 85 +   | 765         |       |       |       |       |          |
| 283 | 80-84  | 989         |       |       |       |       |          |
| 756 | 75-79  | 2273        |       |       |       |       |          |
| 1283 | 70-74  | 2529        |       |       |       |       |          |
| 1280 | 65-69  | 1891        |       |       |       |       |          |
| 2023 | 60-64  | 2981        |       |       |       |       |          |
| 1177 | 55-59  | 1628        |       |       |       |       |          |
| 1507 | 50-54  | 1764        |       |       |       |       |          |
| 1638 | 45-49  | 1719        |       |       |       |       |          |
| 1909 | 40-44  | 1879        |       |       |       |       |          |
| 1886 | 35-39  | 1851        |       |       |       |       |          |
| 1900 | 30-34  | 1794        |       |       |       |       |          |
| 1695 | 25-29  | 1763        |       |       |       |       |          |
| 1526 | 20-24  | 1514        |       |       |       |       |          |
| 2456 | 15-20  | 2078        |       |       |       |       |          |
| 2090 | 10-14  | 1973        |       |       |       |       |          |
| 1752 | 5-9    | 1643        |       |       |       |       |          |
| 1284 | 0-4    | 1235        |       |       |       |       |          |

Національний склад населення за даними перепису 2001 року:
| Національність | Кількість осіб | Відсоток |
| -------------- | -------------- | -------- |
| українці       | 57122          | 97,03 %  |
| росіяни        | 1312           | 2,23 %   |
| молдовани      | 148            | 0,25 %   |
| білоруси       | 56             | 0,10 %   |
| поляки         | 30             | 0,05 %   |
| євреї          | 30             | 0,05 %   |
| інші           | 175            | 0,30 %   |

Мовний склад населення за даними перепису 2001 року:
| Мова       | Кількість осіб | Відсоток |
| ---------- | -------------- | -------- |
| українська | 57411          | 97,52 %  |
| російська  | 1236           | 2,10 %   |
| молдовська | 105            | 0,18 %   |
| білоруська | 32             | 0,05 %   |
| вірменська | 20             | 0,03 %   |
| інші       | 69             | 0,12 %   |

Станом на 01.01.2006 року на території району проживає 55,6 тисяч чоловік, з них 20,2 тисяч -в місті, 35,4 тисяч — у сільській місцевості.
На території району розташовано 94 населених пункти. Найбільшими серед них є: Брацлав з населенням 6048 чоловік, Ситківці — 2800 чоловік, Велика Бушинка — 1356 чоловік, Кірово — 1388 чоловік, Ковалівка — 3812 чоловік, Мухівці — 1680 жителів.

## Економіка

### Промисловість
Немирівський район має багатогалузевий виробничий комплекс. Вагоме місце в розвитку економіки району займають промислові підприємства.
Провідна галузь є харчова промисловість, до якої відносяться Немирівський спиртовий завод, Дочірнє підприємство Української горілчаної компанії «Nemiroff», філія компанії «Прилуктваринмашхолдінг» — Ситковецький цукровий завод, Немирівський молокозавод, комбінат кооперативної промисловості райспоживспілки.
До машинобудівної промисловості відносяться: підприємство по випуску доїльного обладнання ВАТ «Брацлав», ВАТ «Немирів Агромаш», ВАТ «Брацлав СП Агромаш», до легкої промисловості — ЗАТ «Веселка». Будіндустрію представляє ТОВ «Немирівський цегельний завод», Грабовецький гранітний кар'єр, Самчинецький щебзавод. Поліграфічну промисловість представляє районна друкарня, газову — управління газового господарства.
Провідне місце у промисловому виробництві займає ДП УГК «Nemiroff», яке засновано у 1992 році.
За 2005 рік промисловими підприємствами району випущено продукції в порівняльних цінах на суму 877 млн. 136 тис. 500 грн., що більше ніж у 2004 році на 15,6%, її реалізовано в діючих цінах на суму 1 млрд. 129 млн. 100 тис. грн.
За січень-жовтень 2006 року промисловими підприємствами району випущено продукції в порівняльних оптових цінах на суму 720 млн.426 тис. 200 грн., що менше ніж за відповідний період минулого року на 79 млн. 246 тис. 900 грн., або на 11% і виконання становить 89,0%. Зменшення обсягів виробництва проти відповідного періоду минулого року пояснюється значним зменшенням обсягів виробництва у попередні місяці ДП УГК «Nemiroff», у зв'язку із зменшенням обсягів експорту на Росію.

### Сільське господарство
В районі знаходиться в користуванні 95526 га сільськогосподарських угідь, в тому числі: ріллі — 81505 га, пасовищ — 11483 га, багаторічних насаджень — 2859 га. Аграрним виробництвом в районі займаються: 31 сільськогосподарське підприємство з площею сільськогосподарських угідь 49517 га, в тому числі, ріллі — 48720 га; 98 фермерських господарств з площею ріллі 7226 га; 24117 особистих селянських господарств з площею 22713 га. Основний напрямок сільськогосподарського виробництва — зерновий.
Питома вага рослинництва в структурі реалізації сільськогосподарської продукції становить 42%, тваринництва — 21%, іншої продукції, робіт і послуг — 37%. У 2005 році валовий збір зернових склав 81,8 тис. тонн, цукрових буряків — 23,7 тис. тонн, соняшника — 1,9 тис. тонн.
У 2006 році валовий збір зернових становив 89,9 тис. тонн при середній урожайності 25,1 ц/га, цукрових буряків — 76,5тис. тонн при урожайності 200 ц/га, соняшника — 4,3 тис. тонн при урожайності 11,6 ц/га.
Під урожай 2007 року посіяно 14,7 тис. га озимих зернових, що на 2,8 тис. га більше торішнього показника, 4,3 тис. га озимого ріпаку. В порівнянні з 2002 роком площа озимого ріпаку збільшилась у 12 разів.
За 11 місяців 2006 року по всім категоріям господарств вироблено 27520 тонн молока, 4413 тонн м'яса, 40,5 млн штук яєць та 12,5 ц вовни.
Станом на 1 грудня 2006 року в господарствах району всіх формах власності утримується: 15940 голів великої рогатої худоби, із них 8240 корів; 20040 свиней; овець і кіз — 3322 голів. В районі призупинено спад поголів'я великої рогатої худоби. Середньомісячна чисельність працюючих в сільськогосподарських підприємствах — 2518 чоловік.

### Будівництво, зв'язок
У районі 11 організацій здійснюють як будівельні, так і ремонтно-будівельні роботи по будівництву, реконструкції і капітальному ремонту виробничих приміщень і об'єктів соціально-культурної сфери, прокладанню водо-, газопроводів, газифікації квартир, будівництву шляхів.
У 2005 році забудовниками району усіх форм власності введено в експлуатацію 6,3 тис. м² житла та 83,5 км газових мереж.
Вантажні пасажирські перевезення здійснюють ВАТ АТП 10547, ВАТ АТП 10510 та приватні перевізники.
Усі населені пункти району мають під'їзні дороги з твердим покриттям та забезпечені автобусним сполученням. Загальна протяжність доріг по території району становить 1700 км.
Немирівський район має 100% покриття державних, обласних телеканалів та мобільний зв'язок.

## Транспорт
Місто Немирів розміщене на перетині автомобільних шляхів державного значення E50 (Знам'янка — Кропивницький — Львів), що з'єднує південь із заходом, та інших: Р08, Р36, Т 0221 та Т 0234 (Немирів — Могилів-Подільський і Немирів — Ямпіль), що ведуть до Молдови.
Немирівський район і районний центр перетинає південно—західна залізниця. Через район проходить неелектрифікована частина південно—західної залізниці протяжністю майже 60 км, що сполучає міста Вінницю та Гайворон (Кіровоградська область). Є 4 залізничні станції: Немирів, Кароліна, Самчинці, Ситківці.
Зупинні пункти: Витівці, Нові Обиходи, Сажки, Семенки та Фердинандівка.
Землі Немирівщини перетинають 2 газопроводи: «Дружба», «Уренгой — Помари — Ужгород» та електролінії.

## Соціальна сфера

### Освіта
В систему освіти району входять 57 загальноосвітніх шкіл, в яких навчається 6078 учнів, з них 3 школи-інтернати, в яких навчається 526 дітей. У двох вищих навчальних закладах І рівня акредитації: Брацлавському агроекономічному коледжі та Немирівському будівельному технікумах навчається 1128 студентів.
При Брацлавському агроекономічному коледжі відкрито навчально-консультативний центр Одеського державного аграрного університету, при Немирівському будівельному технікумі — Київського національного університету будівництва та архітектури.
У Немирівському професійному ліцеї навчається 486 учнів.

## Медицина
Система охорони здоров'я базується на двох рівнях. До першого рівня відносяться 68 ФАПів, одна дільнична лікарня та 7 сільських амбулаторій. Вторинний рівень — центральна районна лікарня, в складі якої функціонує поліклініка, Брацлавська НРЛ, Ситковецька МП, Ковалівська ДЛ.
Всього функціонує 77 лікувально-профілактичних установ, у яких працює 143 лікарі та 384 чол. середнього медичного персоналу. У смт. Брацлав функціонує психо-неврологічний інтернат.

### Санаторій «Авангард»

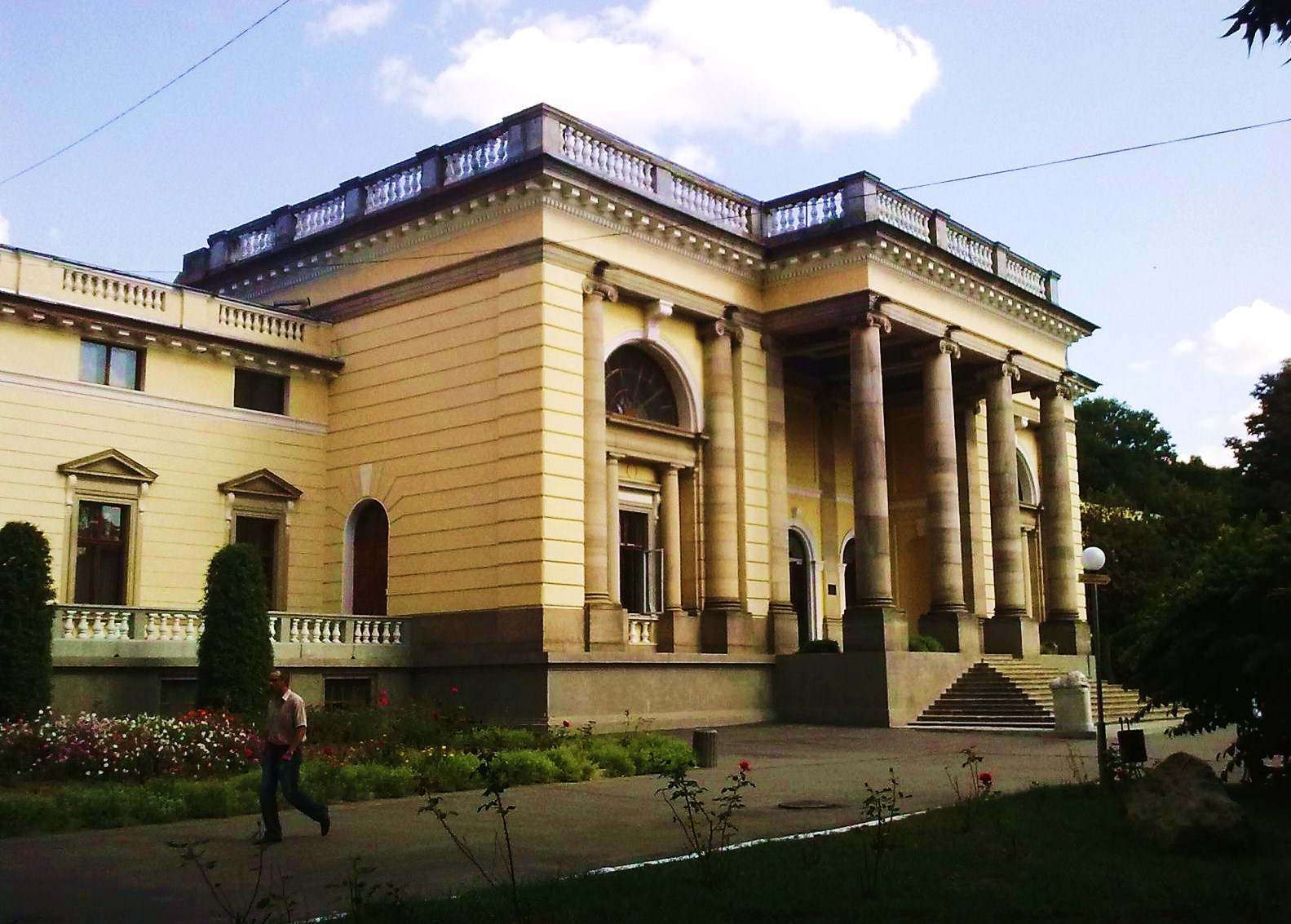
Санаторій «Авангард» зручно розташувався у палаці княгині Щербатової

На базі маєтку колишньої княгині Щербатової у 1921 році було відкрито будинок відпочинку «Авангард», який у 1989 році став санаторієм «Авангард». Сьогодні ДП Немирівський клінічний санаторій «Авангард»- це багатопрофільний оздоровчий заклад з низкою реабілітаційних відділень: післяопіковим, патології вагітних, пульмонологічним та для потерпілих від аварії на Чорнобильській АЕС.
Санаторій має власні рекреаційні ресурси (радонову воду, кліматичні фактори), численні комп'ютерні діагностичні системи, найсучасніше фізіотерапевтичне устаткування та медичні технології.
Ряд із них є унікальними: плазмафарез, синглетно-киснева терапія, акустичний вібромасаж легень, біоергодіагностику, гірудотерапію тощо.
Також у районі функціонує санаторій-профілакторій «Сокілець» та оздоровчий табір «Дружба».

## Культура
Мережа закладів культури району нараховує 56 клубних установ, в тому числі районний будинок культури, 1 міський будинок культури, 1 міський клуб, 33 сільських будинків культури та 26 сільських клубів, 55 бібліотечних установ, 1 державний музей «Літературна Немирівщина» та 5 громадських музеїв, 1 дитяча музична школа з двома філіалами. У клубних установах району працює 195 працівників. Книжковий фонд бібліотек району становить понад 900 тисяч екземплярів літератури.
Бібліотеками (в тому числі Немирівською ЦРБ) обслуговується 35 тисяч читачів, в тому числі 15 тисяч дітей та молоді. Досить великим є творчий потенціал для розвитку художньої самодіяльності. При закладах культури працює 12 «народних» аматорських та «зразкових» дитячих колективи.
У районному будинку культури діє 20 клубних формувань, з них 5 колективів працюють з дітьми та підлітками, три з них носять знання «зразкові». При будинках культури та клубах району діє понад 140 гуртків, в яких бере участь понад 1500 дітей та підлітків. Найкращі серед них — це дитячі фольклорні колективи сіл Ковалівка, Мухівці, Вишківці, Сподахи, «зразкові» с. Чуків, хорові колективи, вокальні ансамблі сіл Червоне, Чуків, Никифорівці, Кірово, Рубань, м. Немирів, смт. Брацлав, хореографічні сіл Кірово, Ковалівка, смт. Брацлава, м. Немирів. Також на базі клубних установ району працюють різноманітні клуби за інтересами та любительські об'єднання.
При музеї «Літературна Немирівщина» працює клуб «Сузір'я», який організовує засідання юних поетів. Для молоді та дітей міста створено громадську молодіжну організацію, «Ритми життя», яка опікується проблемами дітей та юнацтва, працює у напрямку залучення дітей та молоді до участі у різноманітних масових заходах, організовує та проводить заходи патріотичного, розважального та пізнавального спрямування.

### Пам'ятки
У районі на облік взято 325 пам'яток історії, археології та мистецтва.
- Пам'ятки архітектури Немирівського району
- Пам'ятки історії Немирівського району
- Пам'ятки монументального мистецтва Немирівського району
- Пам'ятки археології Немирівського району

## Політика
25 травня 2014 року відбулися Президентські вибори України. У межах Немирівського району було створено 79 виборчих дільниць. Явка на виборах складала — 74,30% (проголосували 28 768 із 38 718 виборців). Найбільшу кількість голосів отримав Петро Порошенко — 61,99% (17 834 виборців); Юлія Тимошенко — 16,87% (4 852 виборців), Олег Ляшко — 7,22% (2 078 виборців), Анатолій Гриценко — 6,15% (1 769 виборців). Решта кандидатів набрали меншу кількість голосів. Кількість недійсних або зіпсованих бюлетенів — 0,82%.

## Персоналії
- Вітенко Олена Андріївна (1960 р.н.) — український політик, письменниця, громадський діяч.
- Волошенюк Іван Степанович (1938 р.н.) — український прозаїк, публіцист.
- Зібров Павло Миколайович (1957 р.н.) — український естрадний співак (баритон), автор пісень. Народний артист України.
- Коряк Василь Мусійович (1942 — 2015) — український поет-гуморист, сатирик.
- Кузьменко Володимир Данилович ( 1948 — 2007)— український письменник, журналіст.
- Шутов Ілля Якимович (1957 р.н.) * 	Статус -  Борець за незалежність України у ХХ сторіччі http://zakon3.rada.gov.ua/laws/show/314-19, громадський діяч, науковець, юрист, журналіст. Віце-президент ГО «Столичний діловий клуб».
- Коріненко Павло Степанович (1942 р.н.) — український науковець у галузі історії.